# 우에우에 틀라카엘렐친
우에우에 틀라카엘렐친(나와틀어: Huehue Tlacaeleltzin, 스페인어: Tlacaélel I 틀라카엘렐 1세[*]: 1397년-1487년)는 아스텍의 왕족으로, 아스텍 삼각동맹 체제의 설계자였다. 그는 테노치카 틀라토아니 우이칠리우틀과 테노치카 시와틀라토아니 카카마치우아틀의 아들이며, 테노치카 틀라토아니 이츠코아틀의 조카이고, 시인 마쿠일호치친의 아버지이며, 테노치카 틀라토아니 치말포포카와 모테크소마 일위카미나와 형제지간이다.
삼촌 이츠코아틀의 치세 당시 틀라카엘렐친은 군부수반인 틀라코치칼카틀의 직을 맡았고, 1420년대 말 테페넥과의 전쟁 때 시우아코아틀이라는 재상직이 신설되면스 그 직으로 승진했다. 틀라카엘렐친은 1487년에 죽을 때까지 재상으로서 네 명의 테노치카 틀라토케를 섬겼다.
틀라카엘렐친은 아스텍 민족, 즉 멕시카인을 선민으로 여기는 개념을 창조 또는 강화했고, 멕시카인의 영웅신 우이칠로포치틀리를 최고신으로 만들었으며, 군국주의를 강화했다. 이 맥락에서 틀라카엘렐친은 인신공양을 확대 및 보급했고, 특히 1446년부터 시작된 자연재해 빈발시기에 특히 그랬다고 한다. 디에고 두란의 기록에 따르면 모테크소마 일위카미나 치세 당시 이웃 알테페틀(도시국가)인 틀락스칼란 등을 인간목장으로 사용하는 꽃전쟁의 개념을 발명한 것이 틀라카엘렐친이었다.
귀족들의 권력을 강화하기 위해 틀라카엘렐친은 사치규제법을 만들고 집행하여 평민들이 입술마개, 금팔찌, 면망토 같은 것들을 착용하지 못하게 했다. 또한 아스텍 이전의 역사를 지워버리기 위해 정복된 민족들의 기록물을 불태우는 분서 정책도 실시했다.
테노치티틀란의 템플로 마이오르 신전의 제7차 개축을 명령했을 때 틀라카엘렐친의 권력과 아스텍의 국력은 절정에 달했다. 이 때가 1484년이었으며, 신전 개축은 무수한 전쟁포로를 제물로 바치는 의식으로 기념되었다. 1484년 틀라카엘렐친이 죽은 뒤로도 아스텍은 북쪽의 치치메카와 남쪽의 마야에 대한 침공을 계속했다.